# Municipio de Teúl de González Ortega
El municipio de Teúl de González Ortega es uno de los 58 municipios del estado mexicano de Zacatecas. Su cabecera es la localidad de Teúl de González Ortega. Está situado en la parte meridional, entre los paralelos 21° 11' y 21° 31' de latitud norte y los meridianos 103° 13' y 103° 44' de longitud oeste. El municipio está nombrado en honor al militar Jesús González Ortega.

## Símbolos

### Escudo
El escudo, elaborado por el Prof. Ezequiel Ávila Curiel, cronista municipal, en 1986, está compuesto por los siguientes elementos:
Casco de Minerva y libro. Símbolo de inteligencia y promoción cultural y lectora.
Cerro de Teúl. Testimonio de la cultura prehispánica.  
Torre del templo. Símbolo de la religiosidad que ha permeado en el municipio y escenario histórico durante la rebelión de los Cristeros.
Roble. Representa la fortaleza de su gente, además de  la riqueza forestal que posee. 
Bovino y mazorca. Principales fuentes de riqueza del municipio. 
Emblema. Aparece el año en que fue fundada la villa española, con el lema "Trabajo y progreso".

## Toponimia
El nombre del municipio se compone de dos elementos. Sobre el origen del primero, Teúl, ha habido debates. Por un lado, están quienes defienden su origen náhuatl: la palabra teotl en náhuatl clásico. Si bien es cierto que ya desde Bernal Díaz del Castillo se usó la palabra teules, y que ésta tuvo un uso más o menos corriente, lo cierto es que no se puede deducir algo concreto. En primer lugar, estaría el hecho del cambio de acento, ya que, como se sabe, el náhuatl no tiene palabras agudas. Las variantes modernas dudan en este aspecto. Por ejemplo, en el náhuatl de la Sierra Norte de Puebla esta palabra se pronuncia /tiotl/, modificación a la que no podía haber llegado de pronunciarse /téotl/ y sí en cambio /teótl/. Por otro lado, Jiménez y Mendizábal mencionan en su clasificación de lenguas uto-aztecas al grupo aztecano, el cual estaba integrado por el náhuatl, el zacateco y el caxcán. De ahí se infiere que el caxcán era una lengua aparte, cercana al náhuatl. Esto explicaría por qué fray Tello dijera que los habitantes de esta región hablaban “mexicano corrupto”. El hecho de que otros pueblos de la región caxcana tengan nombres que se insertan sin dificultad en el náhuatl, por ejemplo, Nochistlán —también con cambio de acento—, Juchipila, Tlaltenango, Cicacalco, etcétera, podía deberse a dos factores: a) la coincidencia fonética de ambas lenguas, dado su parentesco, y b) el renombramiento en náhuatl, dado el uso que esta poseía como lengua franca. No obstante, quedan otros, como Talesteipa, Momax, etcétera,  cuyos nombres no pueden resolverse en náhuatl. En todo caso, sería provechoso investigar la historia toponímica de otros dos pueblos que incluyen, o incluyeron, la palabra en cuestión, a saber: Santa María de los Ángeles, Jal., llamada inicialmente Santa María de los Ángeles del Teúl, y Jiménez del Teúl, Zac., llamado San Andrés del Teúl. La acentuación llana del náhuatl, por su parte, recrea problemas aún sin solución. A ella se adhieren todos los topónimos terminados en -tlán y -cán. Sea como sea, lo cierto es que la Constitución del Estado de Zacatecas, en su artículo 117, refiere lo siguiente: “La división política y administrativa del territorio del Estado comprende los siguientes Municipios: 1. Apozol, 2. Apulco […], 48. Teúl de González Ortega”. Por tanto, y como se observa, el nombre correcto y oficial es Teúl de González Ortega. Por otro lado, otro recurso que se puede aducir es la tradición oral. El pueblo, antes que el municipio, ha sido nombrado por sus habitantes como el Teúl. Este nombre ha propiciado la pronunciación /tiúl/. La variante Teul, por tanto, ha surgido a través del ahínco que personas cultas, aduciendo a lo que se ha dicho sobre las agudas en náhuatl. En todo caso, lo único que se puede probar es que Teúl es una variante artificial y culta y que, como ya lo mencionaba Ramón Menéndez Pidal, debemos de confiar en el uso del idioma que sus hablantes le dan.  El segundo elemento es González Ortega, apellido del célebre general criado en este lugar.
| Fecha                    | Decreto | Situación                                 | Nomenclatura               |
| ------------------------ | --- | ----------------------------------------- | -------------------------- |
| 29 de octubre de 1833    | Reglamento para el gobierno económico político de los Partidos del Estado Libre y Soberano de los Zacatecas | Ayuntamiento del partido de Tlatenango    | San Juan del Teúl          |
| 1837                     | Reglamento de Policía Interior del Departamento de Zacatecas                                                | Municipalidad del distrito de Tlaltenango | San Juan del Teúl          |
| 1844                     | Reglamento económico político de los distritos, partidos y municipales del Departamento                     | Partido del distrito de Tlaltenango       | San Juan del Teúl          |
| 24 de diciembre de 1849  | Decreto | No se consigna                            | San Juan Bautista del Teúl |
| 19 de agosto de 1916     | Ley sobre Organización del Municipio Libre en el Estado                                                     | Municipio libre                           | Teúl                       |
| 9 de enero de 1918       | Constitución Política del Estado Libre y Soberano de Zacatecas                                              | Municipio                                 | San Juan Bautista del Teúl |
| 6 de diciembre de 1919   | Ley Orgánica del Municipio Libre en el Estado                                                               | Municipio                                 | Teúl                       |
| 9 de enero de 1935       | Decreto 195                                                                                                 | Municipio                                 | Teúl de González Ortega    |
| 17 de noviembre de 1944  | Constitución Política del Estado Libre y Soberano de Zacatecas                                              | Municipio                                 | Teúl de González Ortega    |
| 21 de junio de 1946      | Decreto 160                                                                                                 | Municipio                                 | Teúl de González Ortega    |
| 19 de noviembre de 1958  | Decreto 262                                                                                                 | Municipio                                 | Teúl de González Ortega    |
| 14 de noviembre de 1964  | Decreto 382                                                                                                 | Municipio                                 | Teúl de González Ortega    |
| 21 de noviembre de 1964  | Decreto 383                                                                                                 | Municipio                                 | Teúl de González Ortega    |
| 18 de agosto de 1971     | Ley Orgánica del Municipio Libre en el Estado                                                               | Municipio                                 | Teúl de González Ortega    |
| 17 de abril de 1974      | Constitución Estado de Zacatecas                                                                            | Municipio                                 | Teúl de González Ortega    |
| 12 de septiembre de 1980 | Reformas y Adiciones a la Constitución Política del Estado de Zacatecas                                     | Municipio                                 | Teúl de González Ortega    |
| 6 de marzo de 1982       | Decreto 210                                                                                                 | Municipio                                 | Teúl de González Ortega    |
| 4 de febrero de 1984     | Constitución Política del Estado de Zacatecas                                                               | Municipio                                 | Teúl de González Ortega    |
| 4 de febrero de 1984     | Ley Orgánica del Municipio en el Estado                                                                     | Municipio                                 | Teúl de González Ortega    |
| Mayo de 1990             | Constitución Política del Estado de Zacatecas                                                               | Municipio                                 | Teúl de González Ortega    |
| Agosto de 1994           | Constitución Política del Estado Libre y Soberano de Zacatecas                                              | Municipio                                 | Teúl de González Ortega    |
| 11 de julio de 1998      | Reforma integral a la Constitución Política del Estado Libre y Soberano de Zacatecas                        | Municipio                                 | Teúl de González Ortega    |
| 4 de diciembre de 2004   | Decreto de reforma de la Constitución Política del Estado Libre y Soberano de Zacatecas                     | Municipio                                 | Teúl de González Ortega    |

## Historia

### Época colonial
El cacicazgo de Etzatlán, ubicado al sur del río Santiago, fue el primer sitio del actual estado de Jalisco al que arribó Nuño de Guzmán, convirtiéndose así en el segundo español en pisar dichas tierras, después de Francisco Cortés, quien a su vez había sido encomendado por Hernán Cortés, del quien era pariente. Etzatlán era parte de las tierras caxcanas. En 1530 Nuño de Guzmán se internó en el norte y llegó hasta Teúl, capital de los tezoles. A partir de entonces los esfuerzos misioneros entre los caxcanes, antes de la fundación del convento en Etzatlán, se  destinaron a Teúl. De esta forma, en 1536, y con el proyecto de establecer un centro misionero en el norte, fray Juan Pacheco y el capitán Juan Delgado arribaron a Teúl el 24 de junio de 1536, día de san Juan Bautista. Construyeron una iglesia y nombraron al pueblo San Juan Bautista de Teúl. También se fundó un convento franciscano. En 1570 existían en el cañón de Tlaltenango 2,400 indígenas, repartidos de la siguiente forma: en Tlaltenango había 1,000, en Tepechitlán 500 y en Teúl 900. En la década de 1690 indígenas de Teúl fueron obligados a trabajar en las salinas de Santa María (San Luis Potosí).

### Revolución Mexicana
La rebelión de Luis Moya
El 15 de marzo de 1911 integrantes de Club Liberal González Ortega, liderado por Manuel Caloca, se levantaron en armas y asaltaron la casa del Sr. Julián Hornedo. Además, Brígido Zacarías prendió fuego al archivo municipal. Manuel Caloca, por su parte, es criticado: “Se censura la actitud de Caloca por los grandes servicios que debe al Estado, pues que por cuenta de éste se están educando en esa capital y en México dos hijos suyos”.
Después de Luis Moya
En agosto de 1911 Manuel Caloca es nombrado jefe de uno de los dos cuerpos rurales. Realiza visitas a los destacamentos de Fresnillo, Sombrerete, Nieves, Nochistlán, Juchipila y Teúl. Las tropas maderistas irregulares pasan a formar el 26vo Cuerpo Rural, al mando de Manuel Caloca. De esta forma, se convierte Caloca en jefe de las fuerzas revolucionarias del estado.
El gobierno de Madero; la gubernatura de Guadalupe González
En noviembre de 1911 la profesora Beatriz González Ortega es nombrada subdirectora de la Escuela normal de Señoritas. Lauro G. Caloca es destituido de la Biblioteca Pública.
La rebelión orozquista
En septiembre de 1912, durante la campaña en contra de Pascual Orozco, es asesinado el capitán Fernando Caloca en Chihuahua.

## Geografía física

### Extensión
Su extensión es de 886 km² y representa el 0.9% de la superficie estatal. Limita con los siguientes municipios: al norte con Santa María de la Paz, Zac.; al sur con Mezquital del Oro, Zac., y Trinidad García de la Cadena, Zac.; al oeste con Benito Juárez, Zac., y Tequila, Jal., y al este con Juchipila, Zac.

### Hidrografía
El municipio se ubica en la región hidrológica Lerma-Santiago y en las cuencas siguientes: Río Bolaños (40.4%), subcuenca de Río Tlaltenango (100%); Río Santiago-Guadalajara, subcuenca de Río Cuixtla (69.2%) y Río Chico (30.8%), y Río Juchipila (24.5%), subcuenca de Río Mezquital (84.9%) y Río Juchipila-Moyahua (15.1%).
El río Aticuata, que tiene su fuente en Las Carboneras, barrancas que están al lado este del Llano de la Espuela, corre hacia un pequeño valle, al que le da nombre. Recibe las aguas de los arroyos del Frijolar, del Lobo y de la Barranca del Lobo. Bordea la parte sur del Cerro del Teúl y se une al río Los Cajones poco antes de llegar a la Presa Manuel Caloca, conocida coloquialmente como Presa La Ticuata. Por otro lado, en ésta también desemboca el río Las Mulas, que nace al oeste de Las Rusias, lugar al cual atraviesa y bordea. A partir de ahí, el río se nombrará El Teúl. Más adelante recibe, en un sitio denominado Junta de Ríos, las aguas del río El Monte (El Quelele). 
Hacia el sur de la municipalidad se encuentra el río Patitos, que, con el nombre de Cuixtla, desemboca en el Río Santiago, en San Cristóbal de la Barranca, Jal. También se localizan en esta región los ríos Salto, Los Sauces, San Pedro y San Antonio.
El municipio, además, cuenta con manantiales de agua, que abastecen a la cabecera municipal y a las comunidades. Entre éstos se encuentran La Haciendita, La Presa Los Caballos, El Capulín, La Cantera, El Palo Mocho, La Labor, Los Pozos Cuates, Juan Cruz, etc. Además, con el objetivo de recolectar más agua, se le ha dado importancia a la construcción de bordos de abrevadero, generando un total de 270.

### Clima
El clima es de semicálido a templado, con lluvias invernales menores de 5% de precipitación pluvial y de 750 a 800 mm, como media anual. Al norte el clima es subhúmedo y al sur, semicálido húmedo La temperatura mínima oscila entre 11 y 12 °C en los meses de frío boreal (diciembre, enero) y la máxima entre 18 y 22 °C, pudiendo registrarse temperaturas menores hasta de -4 y -5 °C y máximas de 38 a 40 °C. La temperatura mínima registrada en los últimos tiempos fue el 14 de diciembre de 1997 que llegó a los -11 °C. La precipitación pluvial más alta se da el mes de julio, registrándose un promedio mensual de 186,2 mm.

### Medio ambiente
En 2015, dentro del Programa Nacional Forestal, se produjeron 900,000 unidades, de las cuales 300,000 fueron coníferas y 600,000 latifoliadas. Además, se benefició por obras de conservación y restauración de suelos forestales del mismo programa 57 ha.

#### Flora
- Hierbas: abrojo, aceitilla, aceitilla blanca, árnica, berro, cabeza de aura, chililla, cola de caballo, congarey, coquillo, costomate, estafiate, epazote del zorrillo, flor de san Juan, flor de san Nicolás, frijol de venado, helecho, galuza, gordolobo, hiedra, hierba anís, hierba del arlomo, hierba de la gallina, hierba de la golondrina, hierba de la víbora, hierba del cáncer, hierba del ganado, hierba del pollo, hierba del sapo, hierba del toro, hierba del venado, hierba mora, injerto, jaltomate, jahuite, jícama, jocoyol, jocoyol de víbora, lampotillo, lirio, malva de quesitos, mancayegua, mano de león, mejorana, mirasol, paiste, paño, pastora, pegajilla, pericota morada, pionía, quelite, quiebraplatos, simoncillo, tacualaista, vaquerilla (endémica), verdolaga, vergüenza.
- Matorral: agrilla, barredero, ciruelilla, garruña, gigante, higuerilla, jaral, jarilla, mala mujer, manzanilla, otate, rosa maría, taray, tepame, varaduz.
- Árboles: capulín, encino, higuera, huevos de gato, madroño, palo colorado, palo blanco, papelillo, pino, pino azul (endémico), pochote, roble.
- Cactáceas: biznaga, cocuiste, joconoste, lechuguilla,  maguey chino, nopal chamacuero, nopal chaveño, nopal del cerro, nopal puerquerito, nopal sanjuanero, nopal tapón, sotol.

#### Fauna
- Mamíferos: ardilla, armadillo, cacomiste, conejo, coyote, gato montés, jabalí, león, liebre, murciélago, musaraña, onza, ratón de campo, tacuache, talcoyote, techalote, tejón de hatajo, tejón, tuza, vampiro, venado, zorrillo.
- Insectos: abeja, alacrán, arador, asquel, avispa colorada, avispa prieta, caballito del diablo, campamocha, coconita, chinche trompuda, chinche verde, ciempiés, cuervillo, hormiga colorada, hormiga de hueso, jicote, luciérnaga, madre de alacrán, mayate de Castilla, mosca rana, pulgón, rodón, sanguijuela, tábano, temole, tijerilla, vinagrillo.
- Arañas: araña capulina, araña de la cruz de san Andrés, araña patona, tarántula.
- Reptiles y anfibios: alicante, camaleón, chirrionera, coralillo, coralillo falso, escorpión, flechilla, lagartija llanera, ranita verde,  salamanquesa, sapito de arroyo, tortuga, víbora de cascabel, víbora de uña.
- Aves: agrarista, águila, aguililla, aura, avioncito, azulejo, calandria, capulinera, cenzontle, cito, ches, chirina, coa, codorniz, chuparrosa, cuervo, gallareta, garza blanca, gavilán pollero, golondrina, gorrión, guacamaya, guajolote, halconcillo, huilota, jilguero, juan correa, lechuza llanera, paisano, pájaro azul, pájaro carpintero, paloma cantadora, paloma habanera, pato de río, pitacoche, saltapared, tildío, tecolote, torcacita, tordo, torito, tortilla con chile, viejita, zanate, zopilote, zumbador.

### Recursos naturales
La actividad productiva que predomina es la agricultura. Las tierras de temporal representan un 88% y las de riego un 12%.

#### Clasificación y uso del suelo
La clasificación del suelo se establece del siguiente modo: bosque (52.5%), pastizal (31.2%), agricultura (15.9%), zona urbana (0.2%) y no aplicable (0.1%).
El maíz es el cultivo principal, con un total de 3,248 ha. En cambio, al frijol se le asignan 31 ha, al sorgo 58 ha y a la haba 5 ha.

#### Ganadería
Otra fuente de riqueza es la ganadería, para la cual se dedica 87,000 ha, con una producción de 29,400 bovinos.
En el municipio existen dos asociaciones ganaderas: la Asociación Ganadera Local de Teúl de González Ortega —que, dicho sea de paso, cuenta con las mayores instalaciones dentro del distrito de Tlaltenango (16 corrales de engorda, 14 bodegas, dos corrales de manejo, un corral para ganado mostrenco, dos básculas manuales, una báscula de plancha, tres baños, un bordo y un auditorio, llamado Casino Ganadero Cervantes Corona, además de sus respectivas oficinas)— y la Asociación Ganadera Local de Huitzila.
Los presidentes de la AGL de Teúl de González Ortega han sido:
| Administración | Presidente                     |
| 2004-2006      | MVZ Eufracio González Correa   |
| 2006-2008      | Juan Flores Flores             |
| 2008-2010      | Hugo Alejandro Torres Pérez    |
| 2010-2012      | Ignacio Sandoval Cortés        |
| 2012-2014      | Ignacio Sandoval Cortés        |
| 2014-2016      | Ignacio Sandoval Cortés        |
| 2016-2018      | Prof. Rodolfo González Ramírez |
| 2018-2020      | Adrián Torres Pérez            |

## Población y ordenamiento
En el municipio existen 6 núcleos de población, que son los siguientes:
| Núcleos de población                       | Habitantes |
| ------------------------------------------ | ---------- |
| Teúl de González Ortega                    | 3,461      |
| Huitzila                                   | 633        |
| Milpillas de Allende                       | 594        |
| Guadalupe Victoria (Hacienda de Guadalupe) | 175        |
| Col. Alamitos (Los Álamos)                 | 123        |
| Palo Alto                                  | 107        |

### Milpillas de Allende
Milpillas de Allende es, en cuanto al número de habitantes, el segundo núcleo de población del  municipio de Teúl de González Ortega: tiene  606 habitantes. Sus coordenadas geográficas, según el INEGI, son: 21° 19´ 31" de latitud norte y 103° 36' 50" de longitud oeste, a una altitud de 1900 m s. n. m.
El nombre del pueblo está compuesto de dos elementos: Milpillas (lugar de milpas) y Allende, apellido del insurgente Ignacio Allende), aunque el nombre original del pueblo era San José de Milpillas, en honor del patrono del pueblo. Sin embargo, para el censo de 1950, el pueblo aparece con el nombre actual.
Antes de la Conquista de México, esta región fue habitada por, probablemente, caxcanes. El 16 de julio de 1688 Alonso de Zevallos Villa Gutiérrez, gobernador de Nueva Galicia, le otorgó bajo cédula real a Pedro Castañeda las tierras donde se asienta el poblado.
La población se dedica principalmente al sector primario y secundario. Una de las edificaciones más importantes del pueblo es el templo en honor al Señor San José. Las fiestas patronales se celebran anualmente aproximadamente en la segunda semana de enero.
Demografía y economía
Según el II Conteo de Población y Vivienda, el pueblo cuenta con 606 personas, de las cuales, el 50% son  y el otro 50% son mujeres. El pueblo tiene 303 viviendas, de las cuales 111 están deshabitadas. Su construcción es a base de ladrillo, adobe y teja.
El 10.12% se encuentra económicamente activa. La población se dedica principalmente al cultivo de maíz, fríjol, agave azul y a la ganadería.
Educación
Según el censo del año 2000, 432 personas son alfabetas. El pueblo cuenta con  un jardín de niños, primaria y secundaria, además de escuela preparatoria.
Fiestas
El 19 de enero se celebran las fiestas patronales en honor al Señor San José de Milpillas, las cuales son celebradas con diversas actividades culturales como rodeos, jaripeos, juegos deportivos y pirotécnicos.

## Economía

### Industria y comercio
El agave azul le está dando un vuelco al municipio tanto en alternativas de producción como inicio de un desarrollo industrial. La región de Huitzila, al sur del municipio, es la región más industrializada. Seis destiladoras registradas: «Zacatecano», «Huitzila», «Potrillos», «Lamas», en Huitzila y Hacienda de Guadalupe. «Teulito» y «Caxcán» en la cabecera municipal. Actualmente existen 600.26 hectáreas plantadas de agave azul tequilana.

## Política y administración

### Representación legislativa
Para la elección de diputados locales al Congreso de Zacatecas y de diputados federales al Congreso de la Unión, el municipio del Teúl de González Ortega se encuentra integrado en los siguientes distritos electorales:
Local:
- XIV Distrito Electoral Local de Zacatecas, con cabecera en Tlaltenango de Sánchez Román.[18]

Federal:
- II Distrito Electoral Federal de Zacatecas, con cabecera en la ciudad de Jerez de García Salinas.[19]

## Cultura

### Idioma
En el municipio solo se habla español, particularmente el subdialecto con base en Guadalajara del dialecto del altiplano central.

#### Música
Sin duda, la música es el arte más representante del municipio. En 1898 llega el Prof. Luis Esquivel, de Jalpa, Zac., quien integró un coro compuesto por 40 niños. Años después Juan Robles, de Zacatecas capital, organizó la primera orquesta, integrada por: Juan Cervantes,  Román Corona, Benito García, Felipe García, Jesús Grover, Dagoberto Mayorga, Jesús Nájera,  Manuel Nájera, Miguel Nájera y Juan Varela. No sin altibajos la orquesta funcionó de la mano de Jesus Grover Muñoz e hijos. Desgraciadamente, en 1949 la familia Grover se traslada a Guadalajara, Jal. No obstante, siguieron alentando la formación de músicos y así se da la formación de un banda de música integrada por: Atanasio Ávila, Luis Ávila, Pascual Ávila, Ángel Ávila Rivas, Guadalupe Ávila Rivas, Francisco Correa, Enrique Enríquez, Eliseo Gómez, Fidel Carmen Murillo, Jesús Núñez, Mario Sandoval, J. Guadalupe Torres Núñez y J. Manuel Torres Núñez.
Dentro de estos pioneros destaca Jesús Grover Ochoa (1928-), quien, a los 21 años, ingresó a la Escuela de Música de la UdeG. es autor de Mosaico Provinciano, Obertura Teulense, Recuerdo de Otoño, Cinco de Mayo, entre otras. En el marco de la Semana Cultural del Hijo Ausente de 2014, se le nombró Hijo Distinguido.
En 1982 el Lic. Lucilo Torres Núñez, con apoyo del gobernador J. Guadalupe Cervantes Corona, funda la Banda Sinfónica Juvenil, la cual ha participado en diferentes escenarios tanto de México como de Estados Unidos., además de amenizar las noches de domingo en el quiosco de la Plaza González Ortega (Plaza de Arriba).
En los años recientes han surgido agrupaciones diversas: Grupo Alcaraván, de corte versátil y melódica, del Ing. Jorge Robles Mayorga; Tamborazo Teúl, de tamborazo tradicional zacatecano, integrado por J. Manuel Torres Núñez y familia, además de bandas tipo sinaloense (Banda Testerazo, Banda San Agustín, Banda Skandaloza) y formaciones de tipo norteño (Los Auténticos Chalinos, Fuga Norteña, Los Tres de Zacatecas y Los Negociantes).

#### Pintura
Entre los pintores podemos citar a: Bonifacio Cervantes, Benito García, Catarino Rodríguez, Reginaldo González, Amado Bañuelos y Néstor Arellano.  Pero, sin duda, el más destacado es Miguel Ángel Ávila Murillo (quien también se dedica a la artesanía en general), tanto en la pintura creativa como técnica.

### Zona arqueológica
En 2010, el INAH anunció haber descubierto la escultura de un jugador de pelota decapitado, se espera que dicha zona sea abierta al público en general para el 2015.

### Nombramiento de Pueblo Mágico
El 29 de abril de 2011, la Secretaria de Turismo federal, Gloria Guevara Manzo y el gobernador en turno Miguel Alonso Reyes, entregaron la constancia que acredita como Pueblo mágico a esta comunidad.

## Deporte
La cabecera municipal cuenta con dos unidades deportivas: 
Remberto Carrillo, equipada con alberca y cancha de basquetbol, y Zapopan Romero, que cuenta con estadio de futbol, cancha de futbol rápido, dos canchas de basquetbol y una de frontenis.
En cuanto al futbol, el municipio no cuenta con equipos profesionales o semiprofesionales (es decir, en ninguna de las seis divisiones de la Femexfut). Sin embargo, sí posee dos equipos de aficionados que compiten en la Liga Municipal de Tlaltenango: Águilas Teúl (actualmente subcampeón) y Mezcal Don Aurelio.
Entre los futbolistas destacados, se encuentran: José Pepe Muro Cortés, Alfonso el Conche Carrillo, Rene Ayala Carrillo, Julio César González Miramontes y Leo González (quien participó en las divisiones inferiores de Mineros de Zacatecas y actualmente es campeón de 5.ª División con Tuzos de Pachuca).
Además, cuenta con  el Lienzo Charro Manuel Vera Muñoz. De los charros destacados, tenemos a los siguientes: Manuel el Pelado Vera Muñoz, Gabriel el Burrero González Godoy, Marino Ixtlahuaca López, Bernardino Bernita Rodríguez Vielmas y Jorge el Chupas Ávila.